# ビアンキ (オートバイ)

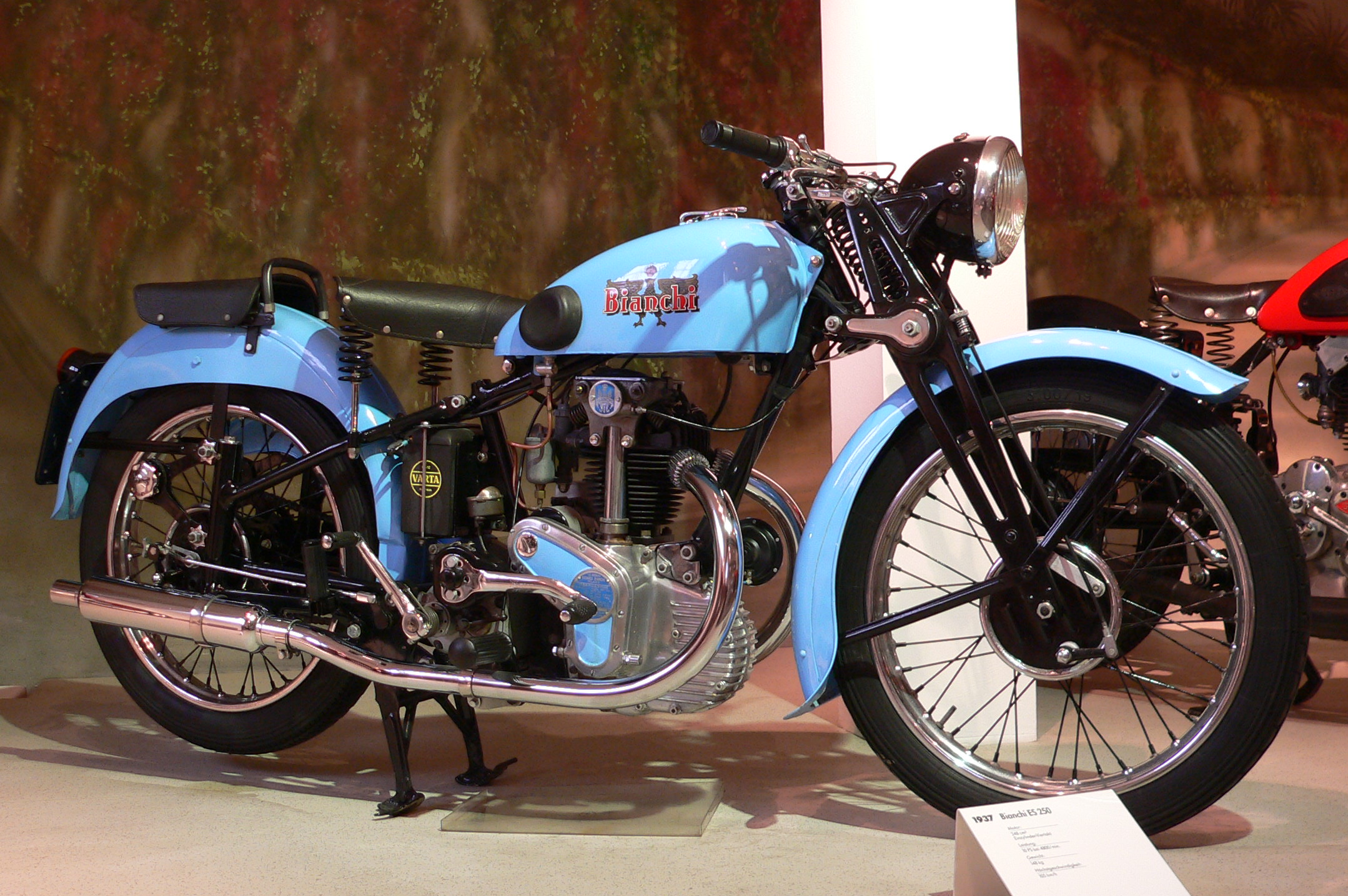
ビアンキ ES250

ビアンキ ( Bianchi ) は、現在は自転車メーカーとして有名なイタリアのビアンキ社 ( F.I.V. Edoardo Bianchi S.p.A ) が1897年から1967年まで製造していたオートバイのブランドである。1925年から1930年にかけては、ロードレースの世界でも名を知られていた。

## 歴史

### 初期
1885年に自転車の生産を始めたビアンキ社の創設者であるエドアルド・ビアンキ ( Edoardo Bianchi ) は、イタリアのオートバイの歴史においても先駆者のひとりだった。ビアンキは1887年に自転車にエンジンを取り付けた後のオートバイの原型を造り、1900年には自動車の製造も始めている。1903年にはエンジンを取り付ける自転車のフレームを強化されたタイプにし、1905年にはリーディングリンク式のフロントフォークを装着した。そして1910年に発売した498cc単気筒エンジンのモデルが大成功を収め、ビアンキの名はオートバイのブランド名としての名声を確立した。
1916年にV型2気筒650ccのモデルが造られ、このエンジンは1920年には741ccまで拡大された。また1921年には逆に598ccに小型化されたV型2気筒と、全くの新設計となる単気筒498ccのモデルがリリースされた。1923年には348ccのサイドバルブ単気筒、498ccと598ccのV型2気筒が、そして1924年には178ccのOHV単気筒エンジンのモデルがラインナップに加わった。
1937年に製造されたES250は二つの排気ポートを持つSOHC単気筒のドライサンプエンジンを搭載したシャフト駆動のモデルで、その高品質によってビアンキを代表するオートバイとなった。

### レース活動
1925年、348ccのOHV単気筒エンジンのモデルが発売されると、ビアンキはこのモデルをベースにしたDOHCのワークスレーサーを造った。チーフエンジニアのアルビーノ・バルディの設計によるこのマシンはタツィオ・ヌヴォラーリ、アミルカレ・モレッティ、マリオ・ジェルシ、カール・コドリック、ジーノ・ザンケッタ、ルイジ・アルカンジェリらのライディングによって活躍し、1930年までの5年間で最も成功したイタリア製ロードレーサーとなった。
1930年、バルディは今度は498ccのOHC単気筒レーサーを設計した。このマシンにはジョルダーノ・アルドリゲッティ、アルド・ピガリーニ、テルッツォ・バンディーニ、ドリノ・セラフィーニ、グイド・セラトー、アルベルト・アスカリといったライダーが乗って活躍した。
1938年には498ccのスーパーチャージャー付きDOHC4気筒のレーサーが造られたが、このマシンの開発は第二次世界大戦の勃発によって止まってしまった。

### 第二次世界大戦後
1946年、創設者のエドアルド・ビアンキが死去し、会社の実権は息子のジュゼッペの手に移った。第二次大戦後にビアンキは123ccと248ccのOHC単気筒レーサーを造り、1950年代後半には248ccと348ccのDOHC2気筒エンジンのモデルをリリースした。また少数のモデルが498ccに排気量を拡大され、500ccクラスのレースで活躍した。
戦後にビアンキが生産した市販モデルには、49ccのモデル、75ccのガルデナ ( Bianchi Gardena )、122ccと173ccの2ストロークモデル、OHC単気筒173ccでチェーン駆動のトナーレ ( Bianchi Tonale ) などがある。革新的なデザインのモペッドであるファルコ ( Bianchi Falco ) には、オーストリアのプフ ( en:Puch ) からライセンスを得て生産された49ccの2ストロークエンジンが搭載された。ファルコには一人乗りと二人乗りのモデルが用意されており、プレス成型のフレームと左手グリップでクラッチを操作する3速ギヤボックスによる軽快な走りが特徴だった。
1961年にはイギリス人ライダーのボブ・マッキンタイヤがビアンキのマシンでロードレース世界選手権350ccクラスを戦い、ランキング4位を獲得している。
1967年、ビアンキはオートバイの生産を終了し、オートバイに関する全ての権利をイノチェンティ ( en:Innocenti ) に譲渡した。